# Dawlish
Dawlish è un paese di 13 000 abitanti della contea del Devon, in Inghilterra.

## Amministrazione

### Gemellaggi
- Carhaix-Plouguer, Francia